# Gundsø Kommune
| Strukturdaten     | Strukturdaten    |
| ----------------- | ---------------- |
| Fläche            | 63,52 km²        |
| Einwohner         | 15.993 (2006)    |
| Kommune seit 2007 | Roskilde Kommune |

Gundsø Kommune war bis Dezember 2006 eine dänische Kommune im damaligen Roskilde Amt auf der Insel Seeland. Seit Januar 2007 ist sie zusammen mit der “alten” Roskilde Kommune und der Ramsø Kommune Teil der neuen Roskilde Kommune.
Gundsø Kommune entstand im Zuge der Verwaltungsreform von 1970 und umfasste folgende Sogn:
- Gundsømagle Sogn
- Hvedstrup Sogn
- Jyllinge Sogn
- Kirkerup Sogn
- Ågerup Sogn